# Institut national de santé publique (Burundi)
L’Institut national de santé publique (INSP) est une institution publique burundaise créée en 1991 et opérationnelle depuis 1999. Relevant du ministère de la Santé publique et de la Lutte contre le Sida (MSPLS), l’INSP est dédié au renforcement des capacités institutionnelles en matière de santé publique à travers la formation, la recherche et les services de laboratoire,.

## Histoire
L’Institut a été créé en 1991 pour répondre aux besoins croissants en expertise et en ressources humaines dans le domaine de la santé publique au Burundi. Il a officiellement ouvert ses portes le 26 novembre 1999, devenant ainsi une pierre angulaire dans la mise en œuvre des politiques sanitaires du pays.

## Missions
L’INSP poursuit trois missions :
- Formation : l’INSP propose des programmes de formation initiale et continue pour les professionnels de santé, incluant des licences en sciences de la santé depuis 2004-2005[1] et des programmes de Masters en Santé Publique depuis 2018[3],[4].
- Recherche :  l’institut mène des projets de recherche en santé publique, fournissant des données essentielles pour l’élaboration de politiques sanitaires efficaces.
- Services de laboratoire : l’INSP réalise des analyses biologiques, assure le contrôle de la qualité des médicaments, et surveille la qualité de l’eau et des aliments[5].

## Organisation
L’institut est structuré en plusieurs directions :
- Direction de la Formation : gère les programmes académiques et les stages professionnels.
- Direction de la Recherche : supervise les études scientifiques et les projets de recherche.
- Laboratoire National de Référence : fournit des services de diagnostic et contrôle qualité.
- Direction Administrative et Financière : gère les aspects financiers et logistiques.

## Reconnaissance régionale et internationale
En 2013, l’INSP a été reconnu comme un centre d’excellence par la Communauté d’Afrique de l’Est pour sa contribution à la formation et au développement des compétences en santé publique.

## Partenariats
L’INSP collabore avec plusieurs organisations nationales et internationales, telles que l’Organisation mondiale de la santé (OMS), l’UNICEF et des universités partenaires, pour améliorer ses services et étendre son influence régionale.